# Asphe
Die Asphe (auch Asphebach) ist ein  10,5 km langer, linker Zufluss des Wetschaft-Nebenflusses Treisbach in den Landkreisen Waldeck-Frankenberg und Marburg-Biedenkopf in Hessen. 

## Name
Der Name entwickelte sich von *Aspapa über *Aspa hin zu Aspha/Asphe. Er setzt sich zusammen aus dem Bestimmungswort Aspe und dem Hydronym -apa.

## Geographie

### Verlauf
Die Asphe entspringt am Südostfuß des 583 m hohen Kohlenberges an den sogenannten Sackpfeifen-Vorhöhen im östlichen Vorland des Rothaargebirges und fließt zunächst in östliche Richtung, wobei die Ortschaft Frohnhausen südlich passiert wird. Ein nördlicher Quellfluss, der in 481 m Höhe unmittelbar am Sattel zwischen den beiden Kohlenberg-Gipfeln seine Quelle hat, fließt ihr über Frohnhausen von links zu.
Im weiteren südöstlichen Verlauf passiert die Asphe die Ortschaften Oberasphe, Niederasphe und Amönau, wo sie schließlich in den Treisbach mündet.

### Zuflüsse
- Hettenbach[3] [GKZ 258186832] (rechts), 1,6 km
- Lehrsbach[4] [GKZ 258186834] (rechts), 3,2 km
- Bocksgraben[5] [GKZ 258186836] (rechts), 1,8 km
- Staffelbach[6] [GKZ 258186838] (rechts), 1,7 km
- Kattenbach[7] [GKZ 2581868912] (links), 1,0 km